# Skogsjordmyra
Skogsjordmyra (Lasius platythorax) är en myrart som beskrevs av Seifert 1991. Skogsjordmyra ingår i släktet Lasius och familjen myror. Arten är reproducerande i Sverige. Inga underarter finns listade i Catalogue of Life.

## Bildgalleri

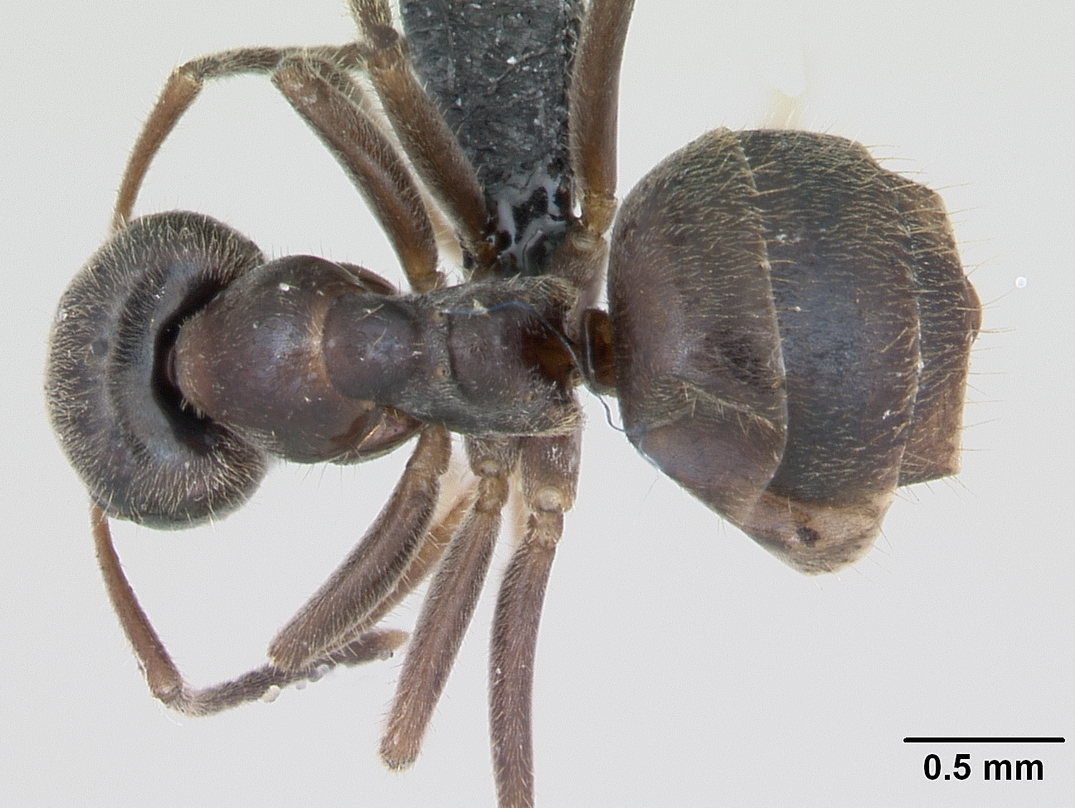
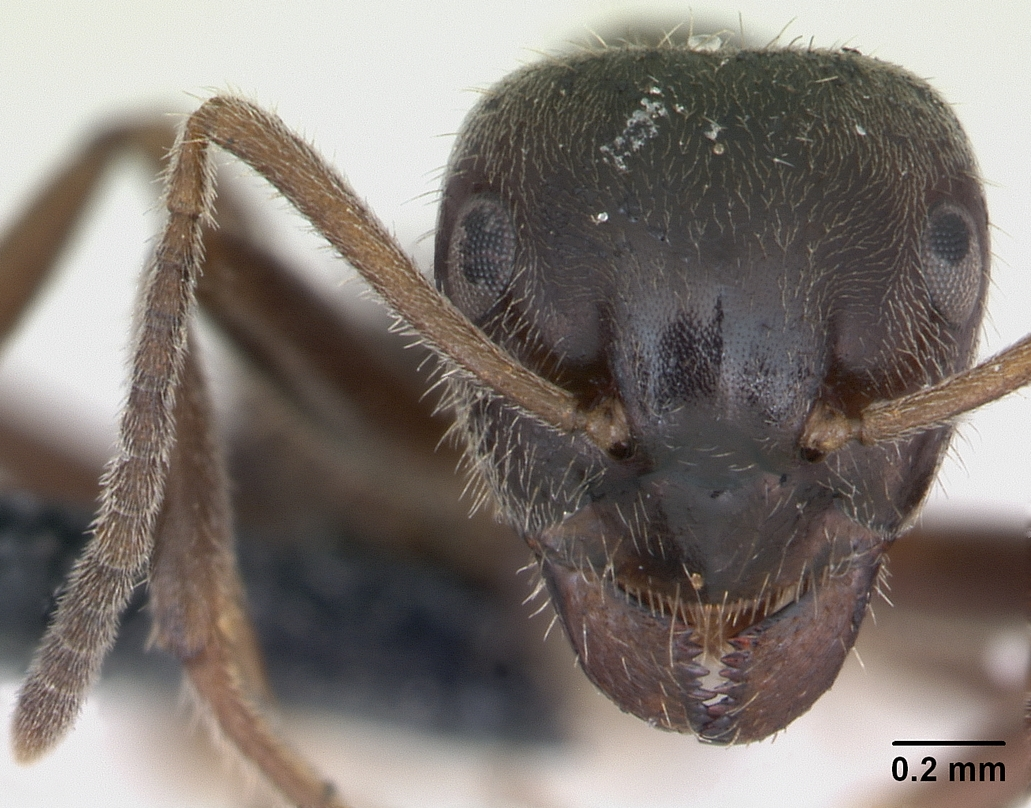
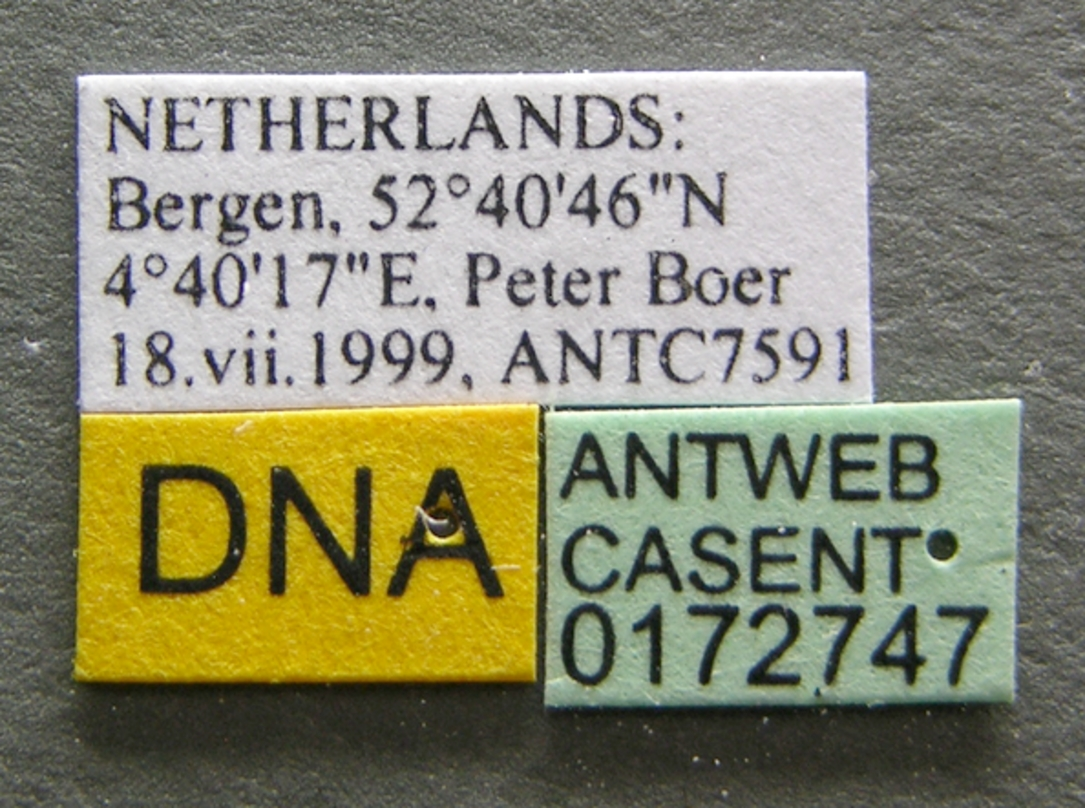
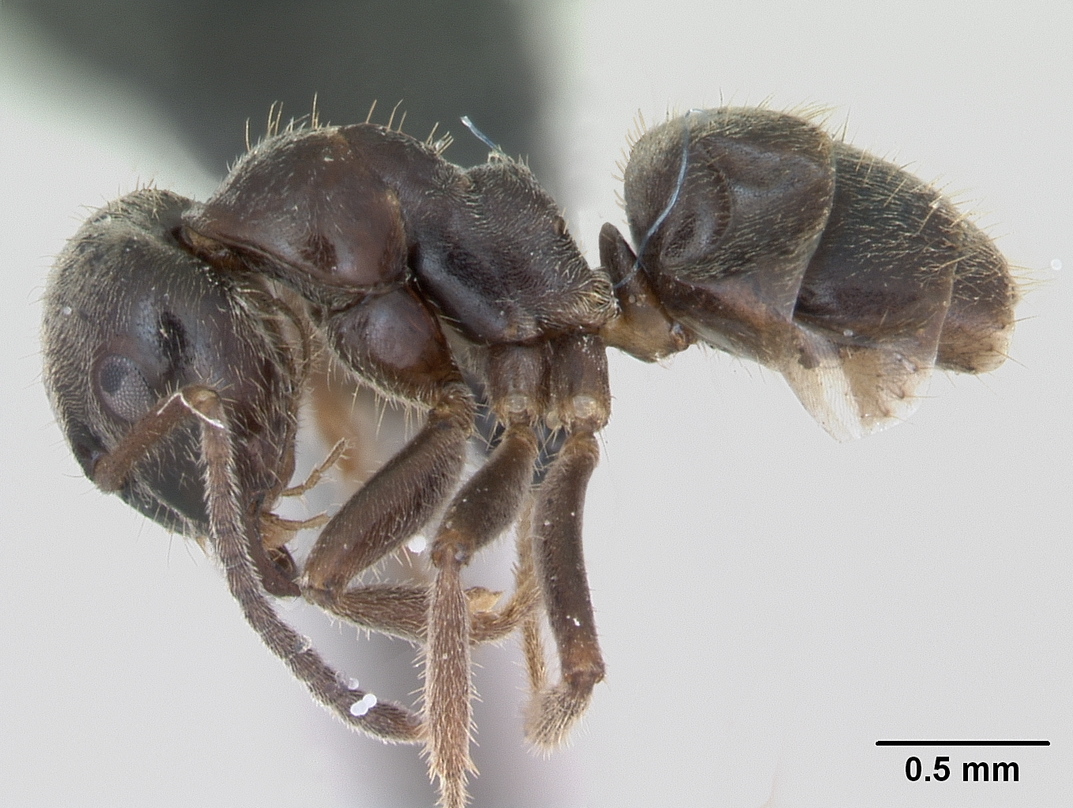
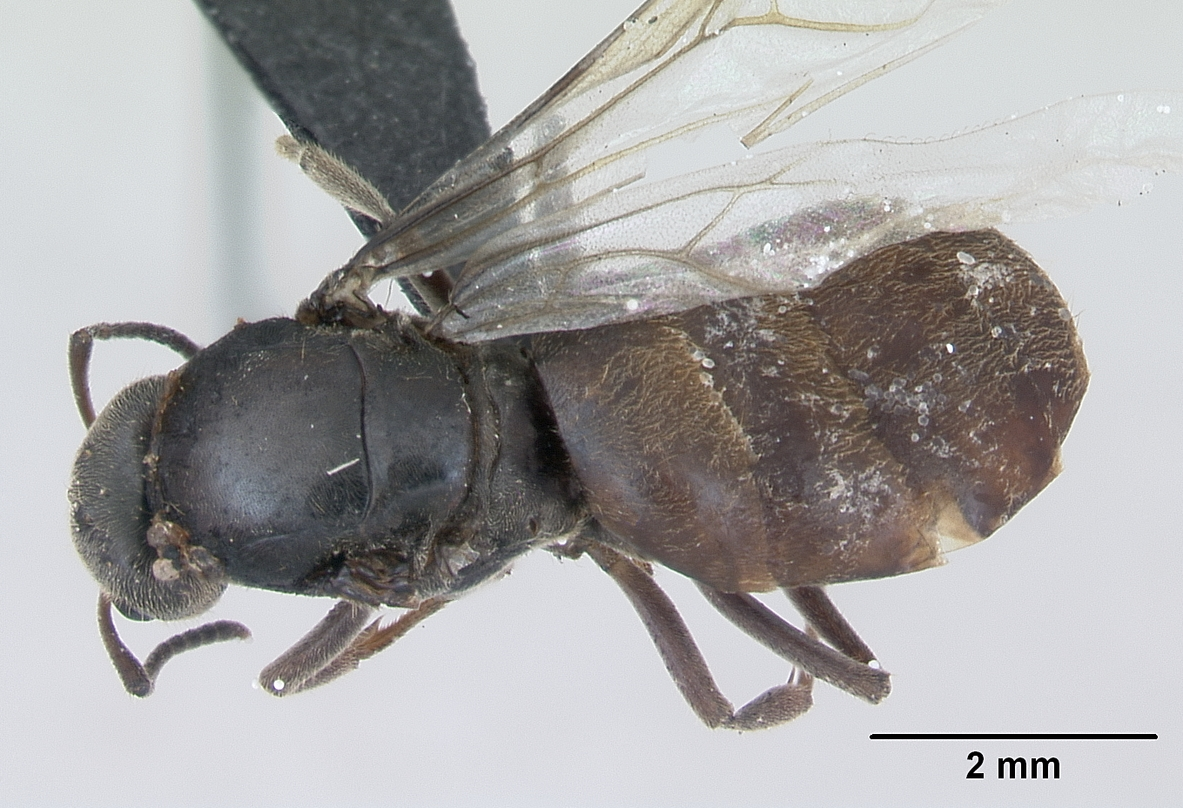
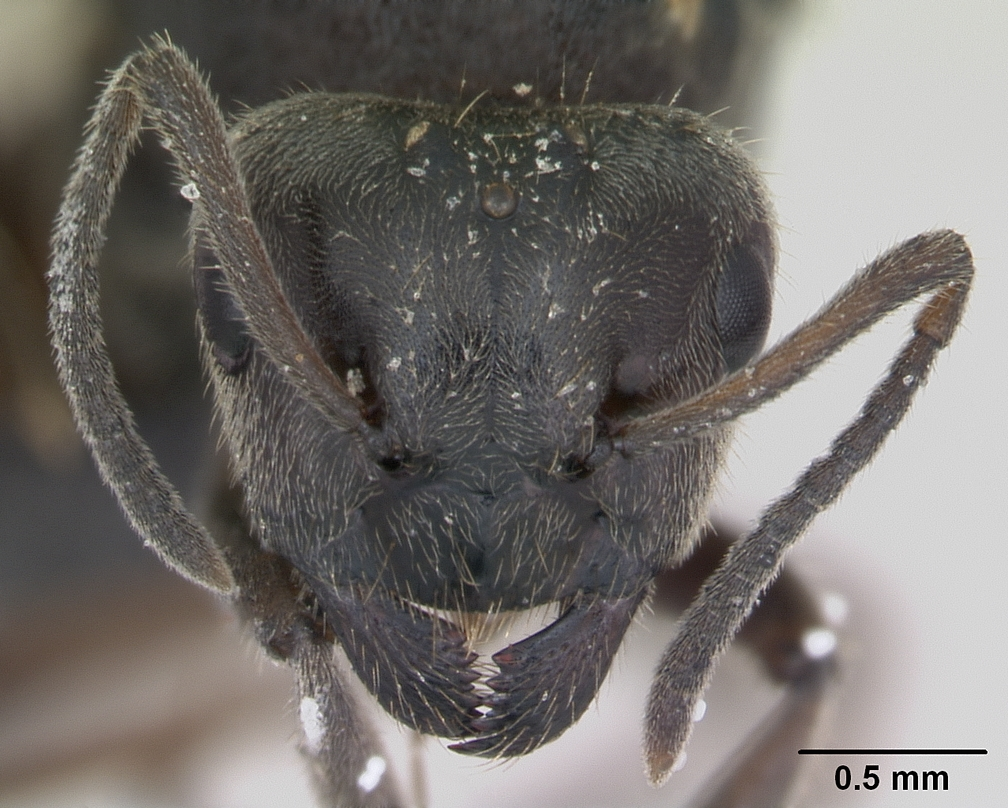